# Edward e Henry Schnell

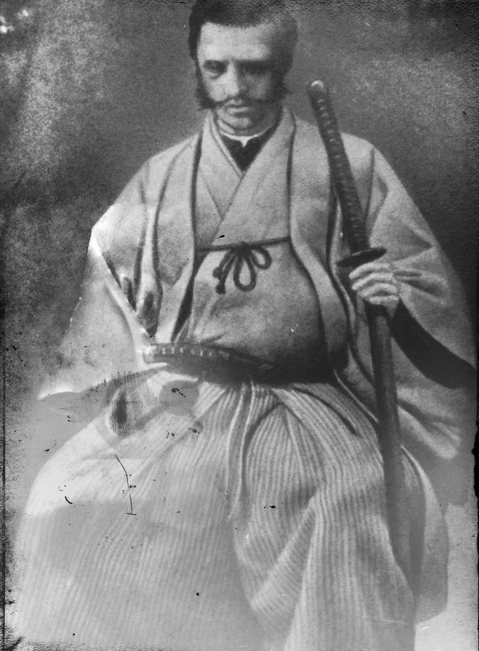
Henry Schnell con le sue spade.

Edward (1844?) ed 
Henry Schnell (1843? – 1871?) erano due fratelli tedeschi di origine olandese, ricordati per le loro attività in Giappone nella seconda metà dell'Ottocento, sia come commercianti che, in particolare Henry, come attivisti e trafficanti d'armi durante la guerra Boshin.

## Documentazione

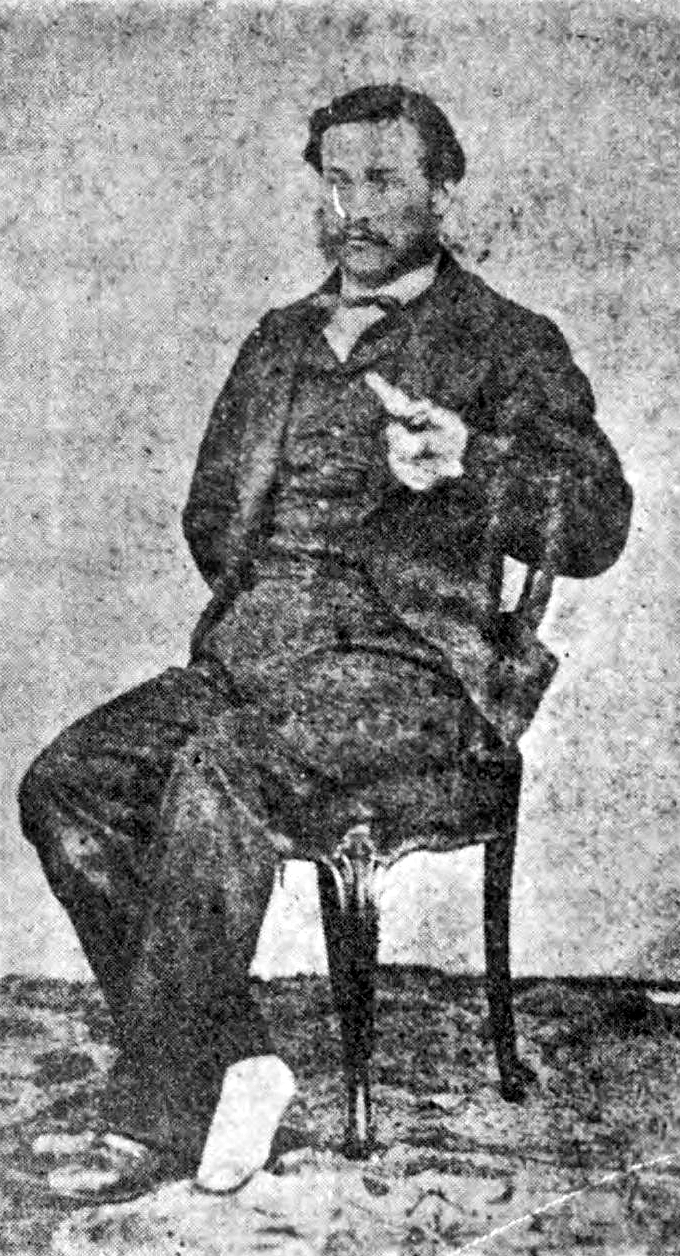
Edward Schnell

Vi sono pochi documenti riguardanti i fratelli Schnell, per lo più incoerenti. Non è chiaro nemmeno il nome completo di Henry. Appare sia come Henry Schnell, John Henry Schnell, I.Henry Schnell o C.H. Schnell. A volte i due fratelli sono addirittura confusi come un'unica persona.

## L'arrivo in Giappone
È presumibile che Edward, che negli anni cinquanta aveva servito nell'esercito prussiano e parlava malese, arrivò in Giappone non più tardi del 1862, durante l'apertura al commercio internazionale del porto di Yokohama, in quanto nel 1869 si parla di un suo figlio, avuto con la moglie Kawai Tsugonusuke, di sette anni . È anche citato come proprietario del terreno "No. 44" a Yokohama. In principio collaborò con il commerciante di orologi svizzero Perregeux, fino presumibilmente al 1867.
Henry, dal canto suo, cominciò forse come segretario e traduttore per il console prussiano Max von Brandt. Nel settembre 1867, mentre viaggiavano attraverso la città di Edō, ovvero l'allora Tokyo, i due fratelli furono attaccati da un samurai anti-stranieri proveniente da Numata, il quale stava conducendo una campagna di forza personale per promuovere la legge del Sonnō jōi. L'aggressore fu colpito al petto, ma riuscì a scappare. Mentre presi a sparare per autodifesa, i due fratelli ferirono per sbaglio un passante. In tutto questo, le guardie del corpo giapponesi assegnategli dal Bafuku rimasero a guardare impassibili. Von Brandt chiese l'esecuzione dell'aggressore, provvedimento al quale il gaikoku-bugyō non diede consenso. Dopo un insistente lavoro diplomatico senza risultati, il console prussiano realizzò di non avere abbastanza potere militare e abbandonò la questione, lasciando la decisione in mano ai samurai del clan di Han.

## La guerra Boshin
Durante la guerra Boshin, attorno al 1868-1869, si sa che Henry fece da consigliere al daimyō di Nagaoka, nella prefettura di Niigata, al quale fornì due mitragliatrici Gatling (all'epoca ne esisteva solo un'altra in Giappone), duemila fucili francesi e vari altri armamenti. Le truppe sequestrarono il magazzino di Edward a Niigata nel 1869. In un compromesso mediato dal console olandese, nel 1873 ha ricevuto un risarcimento di $ 40000. Apparentemente ha perso la maggior parte dei suoi soldi investiti in Germania durante le crisi economiche della fine degli anni settanta.

## Aizu-Han
Edward e Henry Schnell servirono anche il dominio di Aizu come istruttore militare e procuratore di armi. A Henry fu concesso il nome giapponese Hiramatsu Buhei (平松武兵衛?), formato invertendo i caratteri del nome del daimyo Matsudaira (松平?). Hiramatsu (I.H.Schnell) ebbe il diritto di portare la spada, oltre a una residenza nella città del castello di Wakamatsu, una moglie giapponese (figlia di un servitore Shōnai-han), e dei servitori. In molte fonti contemporanee, è ritratto con indosso un kimono giapponese, soprabito e spade, insieme a pantaloni e stivali occidentali.

## Espatrio negli Stati Uniti
Dopo la sconfitta di Aizu, Henry, la moglie giapponese e più di venti samurai insoddisfatti stabilirono un insediamento di seicento acri in California. La "Wakamatsu Silk and Tea Farm", in quella che oggi è la contea di El Dorado, non era economicamente sostenibile, principalmente perché i samurai non avevano le competenze necessarie (anche sociali) per lavorare la terra. Dopo due anni, Henry Schnell scomparve con la moglie e la figlia senza lasciare traccia. Dal 1969, nel luogo di questo primo insediamento giapponese negli Stati Uniti è stata posta una targa commemorativa. Nel novembre 2010, il sito è stato acquistato da una società per la salvaguardia del territorio che prevede di costruire un museo. Kawashima Chūnosuke riferì di aver incontrato Edward a Ginevra nel 1885.

## Media
La guerra Boshin ed alcune delle vicende riguardanti Henry Schnell vengono citate nel film per la TV del 2015, Samurai Warrior Queens, dove è interpretato da Deroma Julien.